# Dikla Hadar

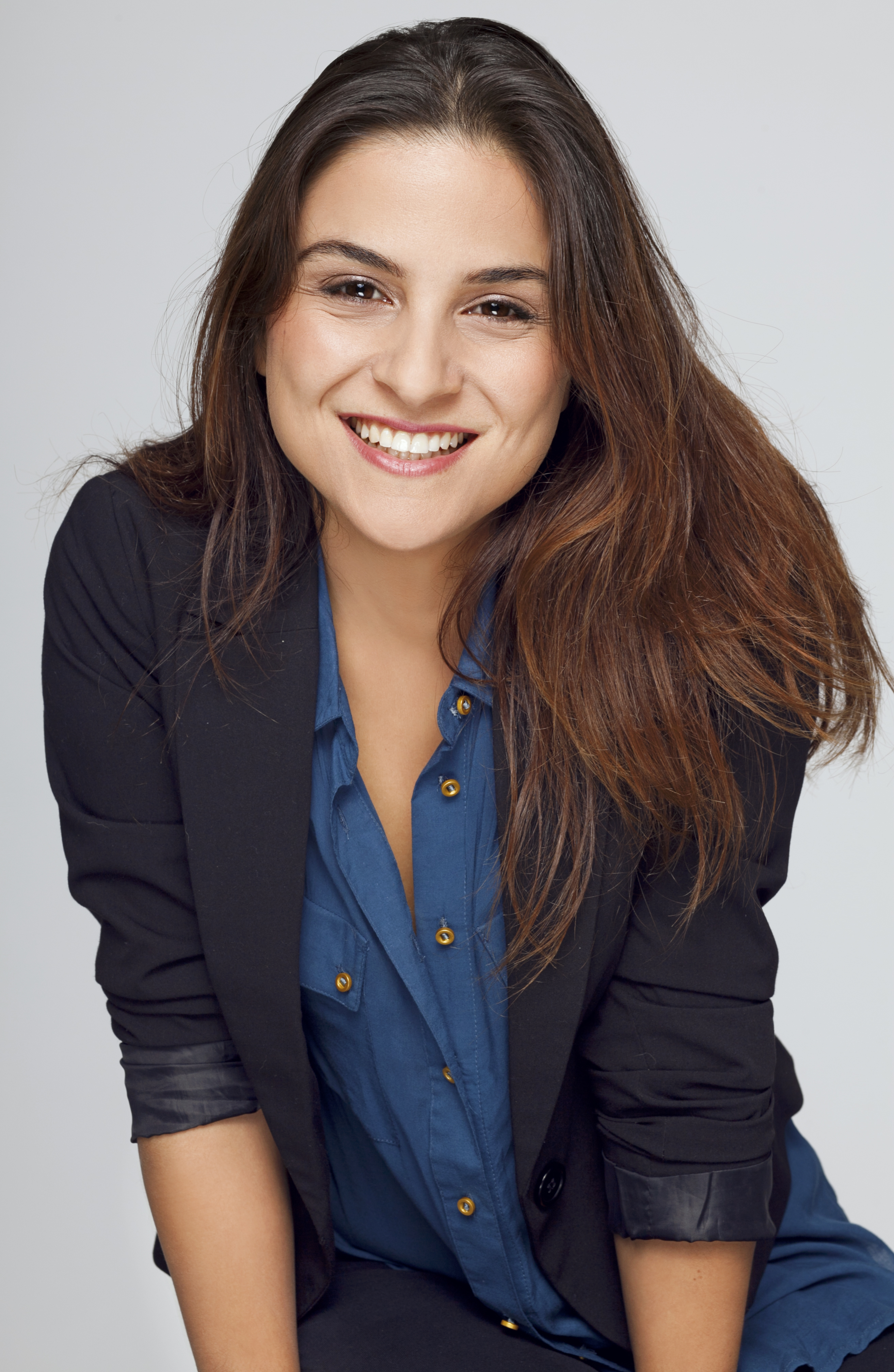
Dikla Hadar

Dikla Hadar (hebräisch דקלה הדר; * 1. Dezember 1981 in Aschkelon) ist eine israelische Schauspielerin und Synchronsprecherin.

## Leben und Karriere
Hadar wuchs in Aschkelon auf und besuchte die Thelma Yellin High School of Arts. Anschließend studierte sie Schauspiel an der Beit Zvi School of Performing Arts. Während ihres Wehrdienstes diente sie als Instandhaltungsoffizierin im Logistikkorps der Israelischen Verteidigungsstreitkräfte. Seit 2007 ist Hadar als Schauspielerin in israelischen Theaterproduktionen aktiv. Sie spielte unter anderem im
Cameri-Theater. 2009 übernahm sie eine Rolle in einer Bühnenadaption von William Shakespeares Ein Sommernachtstraum.
Hadar ist vor allem durch ihre Tätigkeit als Synchronsprecherin bekannt. Sie lieh zahlreichen Figuren in hebräischen Versionen internationaler Animationsfilme und -serien ihre Stimme. Zu ihren bekanntesten Rollen zählen Joy in Alles steht Kopf, Helen Parr in Die Unglaublichen 2, Viper in Kung Fu Panda, Sam Sparks  in Wolkig mit Aussicht auf Fleischbällchen und Korra in Die Legende von Korra.

## Privates
Hadar lebt offen homosexuell. Seit etwa 2014 ist sie mit der Künstlerin Shani Gruber verheiratet. Das Paar hat gemeinsam drei Kinder, die mithilfe eines Samenspenders gezeugt wurden.